# Liste de ponts du Laos
Cette liste de ponts du Laos présente les ponts remarquables du Laos, tant par leurs dimensions que par leur intérêt architectural ou historique.

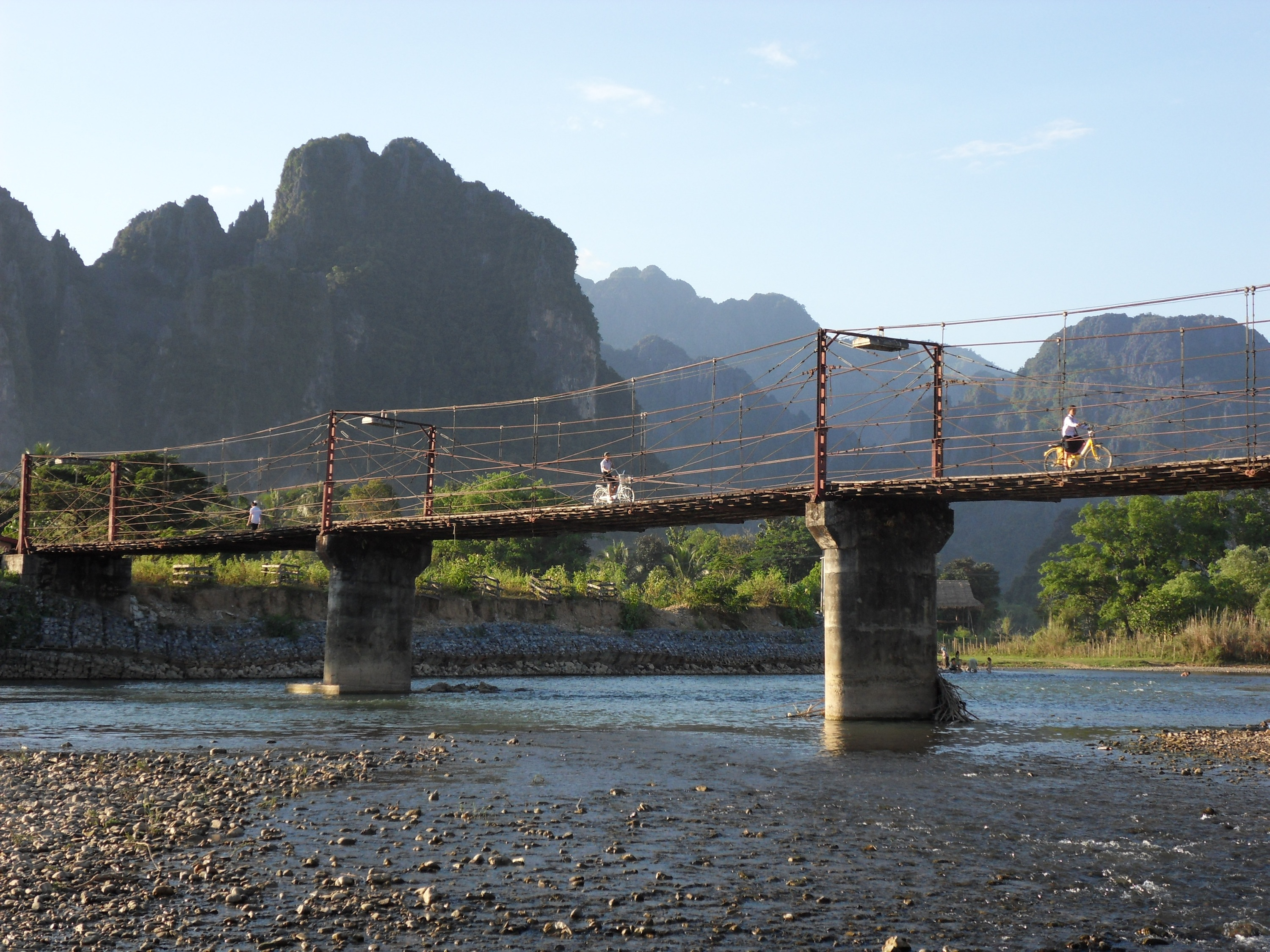
Pont sur la Nam Song à Vang Vieng.

Elle est présentée sous forme de tableaux récapitulant les caractéristiques des différents ouvrages, et peut être triée selon les diverses entrées pour voir un type de pont particulier ou les ouvrages les plus récents par exemple. La seconde colonne donne la classification de l'ouvrage parmi ceux présentés, les colonnes Portée et Long. (longueur) sont exprimées en mètres. Date indique la date de mise en service du pont.

## Grands ponts
Ce tableau présente les ouvrages ayant des portées supérieures à 100 mètres ou une longueur totale de plus de 3 000 mètres (liste non exhaustive).
|  |   | Nom                                         | Lao                      | Portée   | Long. | Type                                                                           | Voie portée Voie franchie | Date | Localisation                                             | Province                          | Ref.  |
|  | - | ------------------------------------------- | ------------------------ | -------- | ----- | ------------------------------------------------------------------------------ | ------------------------- | ---- | -------------------------------------------------------- | --------------------------------- | ----- |
|  | 1 | Pont de Paksé                               |                          | 143      | 1380  | Extradossé Tablier poutre-caisson béton précontraint, pylônes béton            | 16W Mékong                | 2000 | Paksé 15° 06′ 03,1″ N, 105° 48′ 44,3″ E                  | Champassak                        | [ 1 ] |
|  | 2 | Deuxième pont de l'amitié lao-thaïlandaise  | ຂົວມິດຕະພາບ ລາວ-ໄທ ແຫ່ງທີສອງ | 110 (x4) | 1600  | Extradossé Tablier poutre-caisson béton précontraint, pylônes et haubans béton | Mékong                    | 2006 | Savannakhet - Mukdahan 16° 36′ 01,2″ N, 104° 44′ 32,2″ E | Savannakhet Thaïlande             |       |
|  | 3 | Pont de l'amitié lao-thaïlandaise           | ຂົວມິດຕະພາບ ລາວ-ໄທ ແຫ່ງທຳອິດ | 105 (x5) | 1170  | Poutre-caisson Béton précontraint                                              | Mékong                    | 1994 | Vientiane - Nong Khai 17° 52′ 48,8″ N, 102° 42′ 54,7″ E  | Préfecture de Vientiane Thaïlande |       |
|  | 4 | Troisième pont de l'amitié lao-thaïlandaise | ຂົວມິດຕະພາບລາວ-ໄທ ແຫ່ງທີ 3   |          | 1423  | Poutre-caisson Béton précontraint                                              | Mékong                    | 2011 | Thakhek - Nakhon Phanom 17° 29′ 33″ N, 104° 43′ 42″ E    | Khammouane Thaïlande              |       |
|  | 5 | Quatrième pont de l'amitié lao-thaïlandaise | ຂົວມິດຕະພາບລາວ - ໄທ ແຫ່ງທີ 4 |          | 480   | Poutre-caisson Béton précontraint                                              | Mékong                    | 2013 | Houei Sai - Chiang Khong                                 | Bokeo Thaïlande                   |       |